# Ada van Rossem
Ada van Rossem (Rotterdam, 10 januari 1915 – Doetinchem, 28 april 2000) was een Nederlandse verzetsstrijdster tijdens de Tweede Wereldoorlog en maakte deel uit van de groep Packard.
Bij het uitbreken van de Tweede Wereldoorlog oefende Van Rossem haar praktijk uit als arts op Boothstraat 10 te Utrecht. In september 1943 stelde zij op verzoek van Henk Deinum haar woning beschikbaar voor het inrichten van de geheime meteorologische waarnemings- en zendpost 'Irene-Met'. Gedurende een jaar wist zij de post voor de Duitse bezetter geheim te houden tot de Sicherheitsdienst (SD) de zender met behulp van door de straten rijdende peilwagens opspoorde. De telegrafist (marconist),Theodorus Dubois, wist zich tijdens de overval en de daarna plaatsvindende ondervraging van Van Rossem en van de in de loop van de uren binnenkomende dokterspatiënten verborgen te houden.
Van Rossem was uitstekend op de hoogte van de zendprocedures en beheerste ook het morsealfabet. Tijdens het verhoor door de SD hield zij vol de telegrafist te zijn. Zo nu en dan maakte zij met de voet tikkend op de vloer het V-teken, de "V" van Victorie! Een morsesein dat door Dubois kon worden gehoord. De SD-ondervragers dwongen haar daarmee op te houden. Pas na drie weken bezweek zij onder de verhoren en moest zij de namen prijsgeven van de betrokken medewerkers van het zendstation. De meesten konden zich tijdig uit de voeten maken. De aan het station verbonden KNMI-medewerker tevens telegrafist, August Johannes van Ginkel, werd op 17 november opgepakt toen hij uit zijn schuilplaats tevoorschijn kwam. Op 15 december 1944 werd hij als een represaillemaatregel door de Duitsers geëxecuteerd.
Van Rossem werd op 10 mei 1945 bevrijd uit gevangenschap. Zij vertrok als arts naar Nederlands-Indië en huwde in 1948 met dr. H.F. Fischer. Later werd zij benoemd tot geneesheer-directeur van de Rijksasielen voor Psychopaten te Avereest.
Voor betoonde moed tijdens de oorlogsjaren ontving Van Rossem het Bronzen Kruis.